# Топологія альтернативи
Топологія альтернативи визначається на відрізку Х=[-1,1]. В цій топології відкритими є ті й лише ті множини, які не містять 0 або містять інтервал (-1,1). Множини {1}, {-1}, {-1,1} і будь-яка множина, яка містить 0, є замкненими множинами.

## Властивості
- {\displaystyle X} задовольняє нульову, четверту  і п'яту аксіоми відокремлюваності, але не задовольняє першу і третю аксіоми відокремлюваності.
- Довільне відкрите покриття {\displaystyle X} має включати відкриту множину, яка містить 0. Тому {\displaystyle X} компактний і ліндельофів.
- {\displaystyle X} не є сепарабельним, бо містить безліч відкритих точок. З цієї ж причини {\displaystyle X} не задовольняє другу аксіому зліченності, але задовольняє першу.
- {\displaystyle X} є локально лінійно зв'язним простором, локально зв'язним, але не локально дугово зв'язним.
- {\displaystyle X} є розсіяним простором.
- {\displaystyle X} є простором другої категорії.